# Bob ai XVIII Giochi olimpici invernali - Bob a due maschile
La gara di bob a due maschile ai XVIII Giochi olimpici invernali si è disputata il 14 febbraio e il 15 febbraio a Nagano.

## Atleti iscritti
| America (18)                                                                       | America (18)                                                               | America (18)                                            |
| ---------------------------------------------------------------------------------- | -------------------------------------------------------------------------- | ------------------------------------------------------- |
| - Canada (4) - Giamaica (2)                                                        | - Isole Vergini Americane (4) - Porto Rico (2)                             | - Stati Uniti (4) - Trinidad e Tobago (2)               |
| Asia (6)                                                                           |                                                                            |                                                         |
| - Giappone (4)                                                                     | - Taipei cinese (2)                                                        |                                                         |
| Europa (48)                                                                        |                                                                            |                                                         |
| - Bosnia ed Erzegovina (2) - Francia (4) - Germania (4) - Grecia (2) - Irlanda (4) | - Italia (4) - Lettonia (4) - Monaco (2) - Regno Unito (4) - Rep. Ceca (4) | - Romania (4) - Russia (4) - Svizzera (4) - Ucraina (2) |
| Oceania (4)                                                                        |                                                                            |                                                         |
| - Australia (2)                                                                    | - Nuova Zelanda (2)                                                        |                                                         |

## Risultati
| Posizione | Nazione                    | Atleti                             | Manche1 | Manche2 | Manche3 | Manche4 | Tempo totale | Distacco |
| --------- | -------------------------- | ---------------------------------- | ------- | ------- | ------- | ------- | ------------ | -------- |
|           | Italia I                   | Günther Huber Antonio Tartaglia    | 54"51   | 54"29   | 54"17   | 54"27   | 3'37"24      |          |
|           | Canada I                   | Pierre Lueders David MacEachern    | 54"56   | 54"28   | 54"16   | 54"24   | 3'37"24      |          |
|           | Germania I                 | Christoph Langen Markus Zimmermann | 54"82   | 54"62   | 54"11   | 54"34   | 3'37"89      | +0"65    |
| 4         | Svizzera II                | Christian Reich Cédric Grand       | 54"73   | 54"56   | 54"32   | 54"54   | 3'38"15      | +0"91    |
| 5         | Lettonia I                 | Sandis Prūsis Jānis Elsiņš         | 54"91   | 54"52   | 54"29   | 54"52   | 3'38"24      | +1"00    |
| 6         | Svizzera I                 | Reto Götschi Guido Acklin          | 54"71   | 54"77   | 54"44   | 54"35   | 3'38"27      | +1"03    |
| 7         | Stati Uniti II             | Jim Herberich Robert Olesen        | 54"91   | 54"70   | 54"46   | 54"46   | 3'38"53      | +1"29    |
| 8         | Rep. Ceca II               | Pavel Puškár Jan Kobián            | 54"99   | 54"60   | 54"46   | 54"54   | 3'38"59      | +1"35    |
| 9         | Francia I                  | Bruno Mingeon Emmanuel Hostache    | 54"80   | 54"65   | 54"55   | 54"62   | 3'38"62      | +1"38    |
| 10        | Stati Uniti I              | Brian Shimer Garrett Hines         | 54"88   | 54"79   | 54"42   | 54"66   | 3'38"75      | +1"51    |
| 11        | Germania II                | Dirk Wiese Marco Jakobs            | 54"83   | 54"66   | 54"63   | 54"76   | 3'38"88      | +1"64    |
| 12        | Canada II                  | Chris Lori Jack Pyc                | 54"76   | 54"72   | 54"71   | 54"79   | 3'38"98      | +1"74    |
| 13        | Francia II                 | Éric Alard Éric Le Chanony         | 55"25   | 54"75   | 54"73   | 54"58   | 3'39"31      | +2"07    |
| 14        | Italia II                  | Fabrizio Tosini Enrico Costa       | 55"07   | 54"79   | 54"80   | 54"95   | 3'39"61      | +2"37    |
| 15        | Gran Bretagna I            | Sean Olsson Lenny Paul             | 55"24   | 55"12   | 54"85   | 54"73   | 3'39"94      | +2"70    |
| 16        | Russia I                   | Pavel Ščeglovskj Konstantin Dëmin  | 55"41   | 55"09   | 54"84   | 54"97   | 3'40"31      | +3"07    |
| 17        | Giappone I                 | Naomi Takewaki Hiroaki Ohishi      | 55"31   | 55"24   | 55"20   | 54"96   | 3'40"71      | +3"47    |
| 18        | Lettonia II                | Rodžers Lodziņš Māris Rozentāls    | 55"34   | 55"25   | 55"06   | 55"10   | 3'40"75      | +3"51    |
| 19        | Giappone II                | Hiroshi Suzuki Masanori Inoue      | 55"47   | 55"10   | 55"19   | 55"04   | 3'40"80      | +3"56    |
| 20        | Gran Bretagna II           | Lee Johnston Eric Sekwalor         | 55"51   | 55"19   | 55"16   | 55"02   | 3'40"88      | +3"64    |
| 21        | Russia II                  | Evgenij Popov Oleg Petrov          | 55"53   | 55"37   | 55"25   | 55"31   | 3'41"46      | +4"22    |
| 22        | Australia                  | Jason Giobbi Adam Barclay          | 55"56   | 55"47   | 55"26   | 55"31   | 3'41"60      | +4"36    |
| 23        | Ucraina                    | Yuriy Panchuk Oleh Polyvach        | 55"47   | 55"36   | 55"52   | 55"47   | 3'41"82      | +4"58    |
| 24        | Monaco                     | Gilbert Bessi Jean-François Calmes | 55"89   | 55"86   | 55"92   | 55"87   | 3'43"54      | +6"30    |
| 25        | Romania I                  | Paul Neagu Gabriel Tătaru          | 56"38   | 56"10   | 55"54   | 55"64   | 3'43"66      | +6"42    |
| 26        | Romania II                 | Florian Enache Mihai Dumitraşcu    | 56"03   | 55"86   | 55"97   | 55"87   | 3'43"73      | +6"49    |
| 27        | Irlanda I                  | Jeff Pamplin Terry McHugh          | 56"32   | 56"05   | 55"99   | 55"96   | 3'44"32      | +7"08    |
| 28        | Nuova Zelanda              | Alan Henderson Angus Ross          | 56"29   | 56"28   | 56"12   | 55"97   | 3'44"66      | +7"42    |
| 29        | Giamaica                   | Devon Harris Michael Morgan        | 56"56   | 56"52   | 56"36   | 56"30   | 3'45"74      | +8"50    |
| 30        | Grecia                     | Greg Sebald John-Andrew Kambanis   | 56"62   | 57"13   | 56"45   | 56"37   | 3'46"57      | +9"33    |
| 31        | Bosnia ed Erzegovina       | Zoran Sokolović Ognjen Sokolović   | 57"36   | 56"62   | 56"32   | 56"31   | 3'46"61      | +9"37    |
| 32        | Trinidad e Tobago          | Gregory Sun Curtis Harry           | 56"74   | 56"78   | 56"73   | 56"40   | 3'46"65      | +9"41    |
| 33        | Isole Vergini Americane I  | Zachary Zoller Jeff Kromenhoek     | 56"77   | 56"90   | 56"71   | 56"82   | 3'47"20      | +9"96    |
| 34        | Taipei cinese              | Sun Kuang-Ming Cheng Jin-Shan      | 56"84   | 56"86   | 56"71   | 56"93   | 3'47"34      | +10"10   |
| 35        | Irlanda II                 | Peter Donohoe Simon Linscheid      | 57"03   | 57"26   | 56"57   | 56"59   | 3'47"45      | +10"21   |
| 36        | Isole Vergini Americane II | Keith Sudziarski Todd Schultz      | 57"06   | 57"10   | 56"96   | 57"19   | 3'48"31      | +11"07   |
|           | Rep. Ceca I                | Jiří Dzmura Pavel Polomský         | 55"30   | 55"11   | DNF     |         |              |          |
|           | Porto Rico                 | John Amabile Joseph Keosseian      | 57"35   | DSQ     |         |         |              |          |